# 2 juin 1969
Le lundi 2 juin 1969 est le 153e jour de l'année 1969.

## Naissances
- Íñigo Cuesta, coureur cycliste espagnol
- David Wheaton, joueur de tennis américain
- Héla Ammar, écrivaine, avocate et photographe tunisienne
- Jérôme Durain, personnalité politique française
- Jack Herrick, entrepreneur et homme d'affaires américain
- Kate Michaels, chanteuse américaine
- Liliya Ludan, lugeuse ukrainienne
- Masanori Kizawa, joueur de football japonais
- Murat Evliyaoğlu, joueur de basket-ball turc
- Paulo Sérgio Silvestre do Nascimento, footballeur brésilien
- Stéphane Hennebert, coureur cycliste belge
- Túlio Humberto Pereira Costa, joueur de football brésilien
- Vjekoslav Škrinjar, joueur de football croate

## Décès
- Henri Koch (né le 10 juillet 1903), violoniste belge
- Leo Gorcey (né le 3 juin 1917), acteur américain
- Mike Belloise (né le 18 février 1911), boxeur américain
- Radivoj Korać (né le 5 novembre 1938), joueur de basket-ball yougoslave

## Événements
- Sortie du film L'or se barre
- Inauguration du Centre national des Arts à Ottawa